# Halinga (gemeente)
Halinga (Estisch: Halinga vald, Duits: Hallik of Hallick) was een gemeente in de Estlandse provincie Pärnumaa. De gemeente telde 2833 inwoners (1 januari 2017) en had een oppervlakte van 363,6 km². In oktober 2017 werd de gemeente bij de fusiegemeente Põhja-Pärnumaa gevoegd.

## Plaatsen
Hoofdplaats was Pärnu-Jaagupi, dat de status van alev (kleine stad) heeft en tot 1996 een afzonderlijke gemeente vormde. Van de 43 overige nederzettingen in de landgemeente telden alleen Libatse en Vahenurme meer dan 100 inwoners.

## Geografie

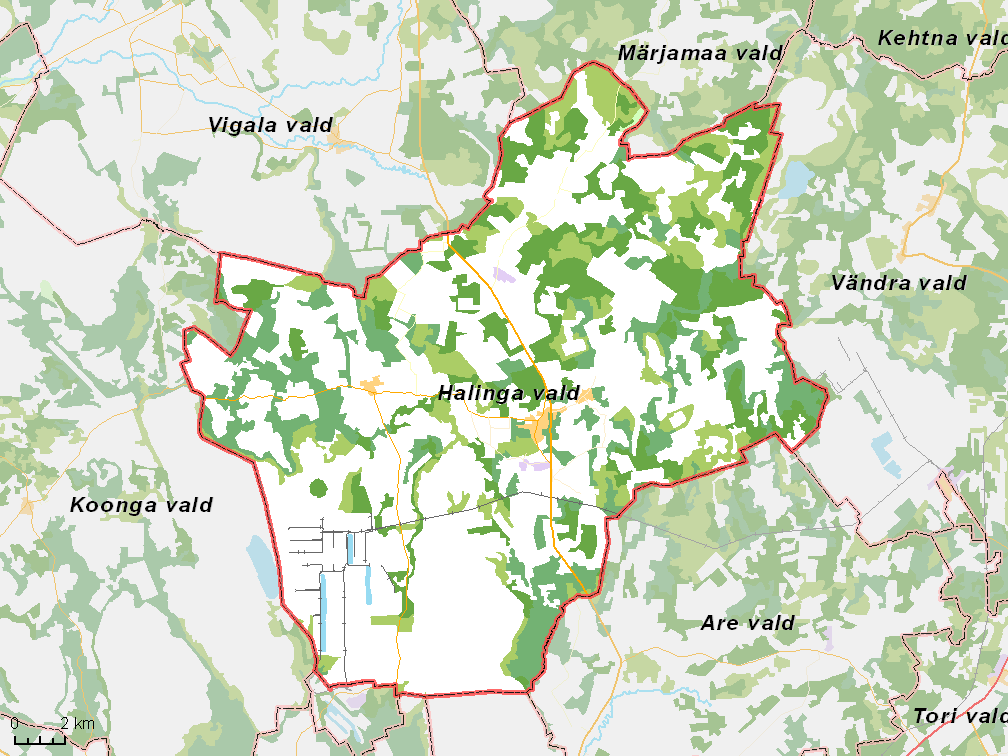
De gemeente met omliggende gemeenten, situatie begin 2017